# Santa Maria Regina degli Apostoli alla Montagnola

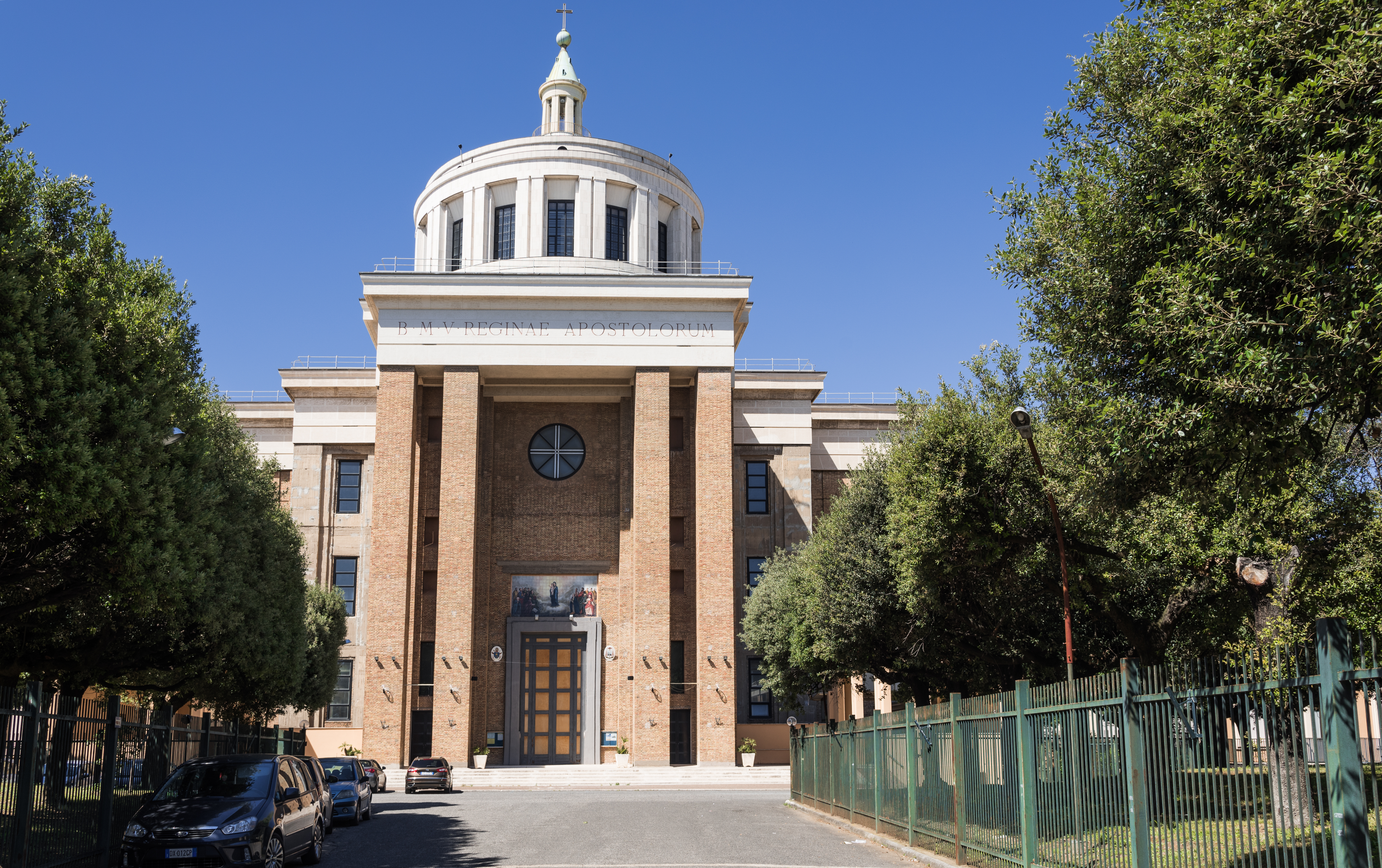
Santa Maria Regina degli Apostoli alla Montagnola

Die Basilika Santa Maria Regina degli Apostoli alla Montagnola ist eine Kirche an der Via Antonino Pio im römischen Bezirk Ostiense, die als Hauptkirche des Kults Königin der Apostel durch die Gesellschaft vom hl. Apostel Paulus geführt wird.
Die Kirche wurde zwischen 1945 und 1954 nach einem Entwurf des Architekten Leone Favini errichtet, der von der römischen Barockarchitektur inspiriert wurde. Sie bildet einen Zentralbau mit einer großen Kuppel. Der Innenraum verfügt über eine Reihe von Fresken von A. G. Santagata mit der Darstellung von Marienbildern; unter ihnen ein Fresko, das Maria zeigt, die unter den Aposteln sitzt mit dem Heiligen Geist, der zu ihnen kommt.
Die Kirche ist Teil des von Giacomo Alberione gegründeten Heiligtums und Mutterhauses des Paolino-Instituts. Im Inneren beherbergt die Kirche die Gräber des Seligen Giacomo Alberione, der Tecla Merlo (bedeutende Mutter der Paulus-Schwestern) und des seligen Giuseppe Timoteo Giaccardo (Förderer der Schwestern vom Göttlichen Meister).
Am 26. Oktober 1976 wurde die Pfarrei durch das Dekret des Kardinalvikars Ugo Poletti Pastorali munere errichtet. Die Kirche wurde am 4. April 1984 durch Papst Johannes Paul II. in den Rang einer Basilica minor erhoben.